# شهرستان استون (میسیسیپی)
شهرستان استون، میسیسیپی (به انگلیسی: Stone County, Mississippi) یک سکونتگاه مسکونی در ایالات متحده آمریکا است که در ایالت میسیسیپی واقع شده‌است.